# BMW Open 2019
BMW Open 2019 (còn được biết đến với BMW Open by FWU vì lý do tài trợ) là một giải quần vợt nam thi đấu trên mặt sân đất nện ngoài trời. Đây là lần thứ 104 giải đấu được tổ chức, và là một phần của ATP World Tour 250 của ATP Tour 2019. Giải đấu diễn ra tại Khu liên hợp MTTC Iphitos ở Munich, Đức, từ ngày 29 tháng 4 đến ngày 5 tháng 5 năm 2019.

## Nội dung đơn

### Hạt giống
| Quốc gia | Tay vợt               | Xếp hạng1 | Hạt giống |
| -------- | --------------------- | --------- | --------- |
| GER      | Alexander Zverev      | 3         | 1         |
| RUS      | Karen Khachanov       | 13        | 2         |
| ITA      | Marco Cecchinato      | 17        | 3         |
| ESP      | Roberto Bautista Agut | 21        | 4         |
| GBR      | Kyle Edmund           | 23        | 5         |
| ARG      | Diego Schwartzman     | 25        | 6         |
| ARG      | Guido Pella           | 28        | 7         |
| HUN      | Márton Fucsovics      | 36        | 8         |

- Bảng xếp hạng vào ngày 22 tháng 4 năm 2019.

### Vận động viên khác
Đặc cách:
- Karen Khachanov[2]
- Maximilian Marterer
- Rudolf Molleker

Vượt qua vòng loại:
- Denis Istomin
- Yannick Maden
- Thiago Monteiro
- Lorenzo Sonego

### Rút lui
- Radu Albot → thay thế bởi  Marius Copil

## Nội dung đôi

### Hạt giống
| Quốc gia | Tay vợt         | Quốc gia | Tay vợt        | Xếp hạng1 | Hạt giống |
| -------- | --------------- | -------- | -------------- | --------- | --------- |
| IND      | Rohan Bopanna   | GBR      | Dominic Inglot | 67        | 1         |
| Hoa Kỳ   | Austin Krajicek | NZL      | Artem Sitak    | 81        | 2         |
| GBR      | Ken Skupski     | GBR      | Neal Skupski   | 91        | 3         |
| CZE      | Roman Jebavý    | ARG      | Andrés Molteni | 100       | 4         |

- Bảng xếp hạng vào ngày 22 tháng 4 năm 2019.

### Vận động viên khác
Đặc cách:
- Matthias Bachinger /  Peter Gojowczyk
- Yannick Maden /  Maximilian Marterer

Thay thế:
- Andre Begemann /  Rudolf Molleker

### Rút lui
Trước giải đấu
- Benoît Paire (Bệnh)

## Nhà vô địch

### Đơn
- Cristian Garín đánh bại  Matteo Berrettini, 6–1, 3–6, 7–6(7–1).

### Đôi
- Frederik Nielsen /  Tim Pütz đánh bại  Marcelo Demoliner /  Divij Sharan, 6–4, 6–2